# عمق تعويض الكربونات

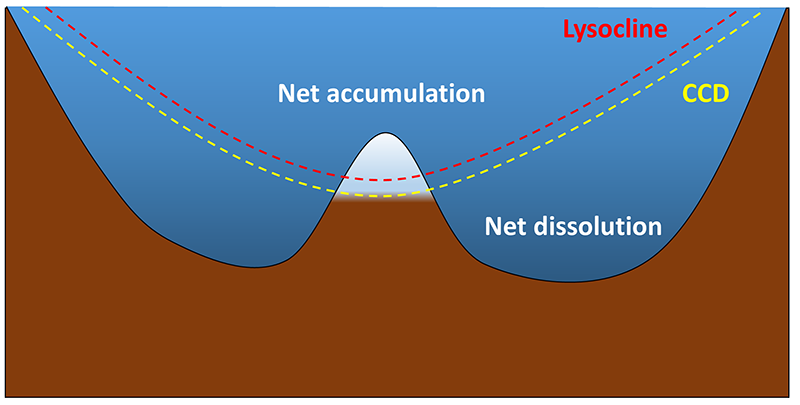
الرواسب الكلسية في المحيط: تأثير عمق تعويض كربونات الكالسيوم (CCD) على التراكم والذوبان

عمق تعويض الكربونات Carbonate compensation depth واختصاره CCD، هو عمق البحر أو المحيط الذي يزداد عنده معدل ذوبان كربونات الكالسيوم إلى الحد الذي لا يسمح بتراكم أو حفظ أي رواسب أو كائنات كربوناتية على قاع البحر، ويبلغ هذا العمق في المحيط الهادي حوالي 4000 - 5000 متر.
كربونات الكالسيوم هي في الأساس غير قابلة للذوبان في المياه السطحية للبحر، اليوم. وأصداف العوالق الجيرية الميتة التي تغطس إلى مياه أعمق تبقى عملياً بدون تغيير حتى تصل the lysocline حيث تزيد قابلية الذوبان بشكل هائل. وحتى وصولها إلى CCD يكون كل كربونات الكالسيوم قد ذابت حسب هذه المعادلة:
{\displaystyle \mathrm {CaCO_{3}+CO_{2}+H_{2}O\ \rightleftharpoons \ Ca^{2+}(aq)+2\ HCO_{3}^{-}(aq)} }
العوالق الجيرية وجسيمات الرواسب يمكن العثور عليهم في عمود الماء فوق CCD. فإذا كان قاع البحر فوق CCD، رواسب القاع قد تتكون من رواسب جيرية تسمى النضح الجيري الذي هو في الأساس نوع من الحجر الجيري أو الطباشير. إذا كان قاع البحر المتعري تحت مستوى CCD، فإن الأصداف الضئيلة من CaCO3 ستذوب قبل وصول هذا المستوى، مما يمنع تراكم رواسب الكربونات. الاستثناء لهذا المبدأ يوجد عندما تتراكم رواسب الكربونات فوق مستوى CCD، مثلما يحدث على طول نتوء منتصف المحيط، وطبقة النضح السيليكوني أو الطمي اللجي المتراكم فوق طبقة الكربونات.  وبينما يتمدد قاع البحر، فإن الانكماش الحراري للصفيحة قد يجعل طبقة الكربونات تحت CCD؛ وقد تـُمنـَع طبقة الكربونات من التفاعل الكيميائي مع ماء البحر بسبب الرواسب المتراكمة فوقها.